# Taktický plán
Taktický plán je v managementu a marketingu součást hierarchického žebříčku plánování, ve kterém zaujímá druhou pozici.
Na 1. místě je plánování strategické, které se používá např. při rozvoji města aj. a využívá intuice nejvyššího managementu. Je dlouhodobý. Na 2. místě je plánování taktické a má na starosti zajištění různých operací na nižších úrovních, např. výroba, služby. Časový horizont je zde kratší. Na 3. místě je plánování operativní. Využívá se u projektů, kde editujeme konkrétní kroky k dosažení cíle. Časový horizont je nejkratší (dny, týdny).